# 加トちゃんケンちゃんごきげんテレビ
『加トちゃんケンちゃんごきげんテレビ』（かトちゃんケンちゃん ごきげんテレビ）は、1986年1月11日から1992年3月28日までTBS系列で毎週土曜日20:00 - 20:54（JST）に放送されていたバラエティ番組で、加藤茶と志村けんの冠番組でもある。通称は「加トケン」また「ごきげんテレビ」。毎年正月の放送では「加トちゃんケンちゃんおめでとうテレビ」の題名で特番を放送していた。

## 番組概要
メインキャストはザ・ドリフターズの加藤茶と志村けん。加藤と志村はそれ以前までも前番組の『8時だョ!全員集合』（以降『全員集合』）やフジテレビの『ドリフ大爆笑』においてコンビとして数多く活躍していたが、1985年9月に『全員集合』が16年間の歴史に幕を下ろした後、加藤と志村の2人を前面に出したいというTBSの意向により企画された。制作陣も全員集合からの流れをくんだスタッフが主体となっている。2人の絶妙なコントや掛け合いを押し出したロケーション中心によるギャグ要素のコメディドラマ、公開スタジオ収録でのホームビデオ紹介コーナーやプレゼントコーナーという構成であった。『全員集合』と異なり録画放送で、メインとなる前半部分はVTR収録である。特にホームビデオ紹介コーナーはテレビ番組史上初となる試みであり、番組フォーマットは国内のみならず世界各国に数多く輸出された（詳細は後述）。
放送開始は1986年の1月11日と、当時としては改編期ではない中途半端な時期であったが、これは『全員集合』終了後3か月間の期間限定で、総集編番組『ドリフフェスティバル 全員集合ベスト100』をつなぎ番組として放送していたからである。そのため当番組は同年4月改編以降もそのままレギュラー化された。
『全員集合』のライバル番組であったフジテレビの『オレたちひょうきん族』（以降『ひょうきん族』）は当番組の開始により視聴率が徐々に低下していき、同年暮に発生したビートたけしのフライデー襲撃事件がこれに追い打ちをかけて人気が急降下した。一方で、志村けんの人気上昇も相まって当番組の視聴率は上昇。その結果『ひょうきん族』は1989年10月に打ち切りに追い込まれ、『全員集合』が『ひょうきん族』に奪われた土8王者の座を当番組で奪還することとなった。これら一連の争いは土8戦争とまで呼ばれた。
後年志村は、当番組が『ひょうきん族』に打ち勝った際「マスコミは騒いでいたが、実際のところ僕らはあまり視聴率競争とかには関心がなかった。同じお笑いの番組だけど、笑いのつくり方が違うだけだと思っていたから。ドリフや僕なんかのコントは、ある程度計算していろんなところに伏線をはりながら笑いを仕掛けていくけど、『ひょうきん族』はそれと違うやり方をしていた」「ただ、ドリフ本来の路線を引き継いだ『加トケン』に視聴者が帰ってきたと知って、僕らのやり方は、やっぱり間違っていなかった」と、「土8戦争」と呼ばれた視聴率競争には全く関心がなかったという見解を述べている。
最高視聴率は1987年11月21日に記録された36.0%であるが、これは通常の番組内容を変更して加藤の結婚披露宴の模様を独占放送した回（加トちゃん結婚おめでとう）であった。この回では1977年9月26日以降の芸能・バラエティ部門でも歴代4位を記録している。通常放送回での最高視聴率は1987年9月5日放送回の29.6%。6年間の平均視聴率は18.3%。番組内ドラマのセットには1セットに100万円単位の費用をかけ、1回のドラマに7～8セット使用されている。
なお、番組開始当初『THE DETECTIVE STORY』（『探偵物語』）の中で食べ物を粗末に扱ったシーンがたびたび放送された結果、視聴者から抗議が相次ぎ、加藤と志村が番組の冒頭で謝罪、加藤が速度違反を犯し道路交通法違反で書類送検されたのを受け、番組冒頭に加藤が視聴者に謝罪するといった不祥事も発生したが、番組中断や打ち切りなどには至らなかった。そのため、前身番組の『全員集合』に次いで、放送当時は「子どもに見せたくないテレビ番組」調査上位の常連であった。
志村がメインを務めるコントを軸としたバラエティ番組『志村けんのだいじょうぶだぁ』が、後にフジテレビで放送（企画制作はイザワオフィス）されることになるが、基になった『だいじょうぶだぁ』のギャグは、この番組の「THE DETECTIVE STORY」から生まれたものである。
末期には他局も同時間帯で『マジカル頭脳パワー!!』（日本テレビ）や『ウッチャンナンチャンのやるならやらねば!』（フジテレビ）といった強力な番組をぶつけて視聴率争いが起きた。1990年12月頃から「やるやら!」に視聴率で敗れ始め、翌年10月からは「マジカル」にも抜かれるようになり、1桁の視聴率になる事もあった。そして1992年3月28日放送分をもって番組は一旦終了、翌4月から『KATO&KENテレビバスターズ』にリニューアルした。

## 出演者

### レギュラー
- 加藤茶
- 志村けん

### おもしろビデオコーナーのみ
- 渡辺真理（当時TBSアナウンサー、後期）
- 生稲晃子（末期）
- 伊藤智恵理（末期）

### THE DETECTIVE STORYのみ
- 及川ヒロオ

## 主なコーナー

### THE DETECTIVE STORY（探偵物語）
この番組のメインである加藤・志村の2人が探偵を務める探偵事務所の日常を描いた、短編ドラマ形式のコント。「私だ」から始まるボスからの電話指令によって調査を行う。テーマ曲は柳ジョージが担当。
ときたま劇中に、及川ヒロオや、悪役（ヤクザ役）として、悪役商会などが出演していた。

### おもしろビデオコーナー
- 視聴者投稿の笑えるビデオ作品の紹介。考案者は志村で、当初は「ビデオカメラの普及率がまだ低い」などとスタッフから猛反対を受けたが、押し通して企画採用となった[6]。投稿ビデオコーナーは『さんまのからくりTV』（後、『さんまのSUPERからくりTV』）にも引き継がれ、『板東英二のビデオ自慢』（朝日放送[注 3]）、『ビデオあなたが主役』（後、『邦子と徹のあんたが主役→必撮ビデオ!!あんたが主役』、テレビ朝日[注 3]）、『ズームイン!!朝!』の「投稿ビデオ大賞」（後、『ズームイン!!SUPER』、日本テレビ）、『おはよう5』・『NHKニュースおはよう日本』の「とれたてマイビデオ」（NHK総合）、『世界おもしろ珍メダル バカデミービデオ大賞』（フジテレビ）、『おもろゲ動画SHOW 投稿!1000000000ビュー』（TBS）など類似の投稿ビデオ企画番組が多数誕生した。

一回の放送につき4〜5本が採用され、採用者には後方のセットに置かれた賞品中から加藤・志村・ゲストが選んでプレゼントした。当時はまだホームビデオカメラの普及率が高くなく、ビデオカメラを持っていない視聴者のために「ソニー 8ミリビデオ・ハンディカム」（番組開始時はベータカム家庭用モデル）の貸し出しサービスが行われ、各種ビデオテープは高額であったため、再投稿を容易にすべく採用の是非に関わらず投稿者に返却された。
- コーナー初期に幾度か放送されリクエストが多かったものに、学生服で高校生たちがダンスする『ハイスクールRock'n Roll 』という作品がある。この作者は当時20歳の学生で、現在は映画監督として活動する 小松莊一良である。
- おもしろビデオコーナーは家庭用ビデオの普及率増加とともに応募も増え人気コーナーとなり、年に数回主に番組改編期の特別番組でビデオコーナーだけで1時間特集する「ビデオ祭り」を放送した。最優秀作品には賞金も出ていた。番組末期には海外編もあった。おもしろビデオだけを集めたビデオソフトもTBSビデオ（販売はCBSソニー/ソニーレコード）から発売された。
- コーナー末期では渡辺真理アナウンサーが進行役に加わった。
- 現在では日本国外の放送局にもフォーマットが輸出されており、その国数は100ヶ国以上にも上るといわれている[7]。志村がアメリカのTBS関係者に会ったとき、とても感謝されたと本人は語っている。
- 特にアメリカ版に当たる『アメリカズ・ファニエスト・ホームビデオ（英語版）』（America's Funniest Home Videos, AFV）は地上波4大ネットワークの一つであるABC（アメリカン・ブロードキャスティング・カンパニー）にて、1989年11月の開始から2025年現在まで放送が続いており、2006年にはABCにおける最長寿バラエティー番組となっており[7][8][9]、現在も記録更新を続けている。また、2012年には日本以上に視聴率競争の激しいアメリカのゴールデンタイムで放送500回を達成しているが、これはドラマ番組の『ガンスモーク』や『名犬ラッシー』、アニメ番組の『ザ・シンプソンズ』に次ぐ快挙である[7][8]。YouTubeやTikTokなどの動画共有サービスの源流ともされており、それらが登場した後は同番組が"Original YouTube"などと呼ばれるようになった[7][8][10][11]。「アメリカズ・ファニエスト・ホームビデオ」は「おもしろビデオコーナー」単独での番組化であり、バラエティ部分は不要と判断してカットしたという[12]。2020年3月に志村が新型コロナで急逝した際、AFVは公式ツイッターにて追悼のコメントを発表している[10][13]。
- イギリスでも『You’ve Been Framed!』（YBF）として、地上波では最大の民放テレビ局であるITVで1990年から放送しており、2017年時点で30シーズン目、放送回数も500回を達成[7]、2022年8月27日にシーズン31の最終回が放送されるまで32年続いた。
- なお、これらの海外の投稿ビデオ番組に投稿されたビデオの一部は、『さんまのからくりTV』『さんまのSUPERからくりTV』でも紹介されていた。
- 期首改編期特番の「クイズまるごと大集合」では、加藤と志村の司会で同一フォーマット「おもしろCMコンテスト」が放送された。

### その他主なコーナー
- ゲストの歌のコーナー
- 公開コント
- テレビ・スロットマシーン
  - 観覧者参加コーナー。モニターテレビに観覧者の写真（青背景）の入ったビデオが早回しされ、ストップがかかって止まった写真の人が挑戦者となりステージに上がる。ビデオの中には加藤・志村・当日のゲストの写真（赤背景）も混ざっている。ゲームは3つの鍵が用意され、一つだけ当たりの鍵が入っている。志村とゲスト2人が鍵をごちゃ混ぜにしたあと、挑戦者は勘を働かせて推理し、当たりと思う鍵を一つ探す。番組初期は、加藤が番組スポンサーの日産自動車のマーチ（K10型）の鍵を回してエンジンが掛かれば、天井から大量の紙吹雪が降り、マーチを獲得。日産がスポンサーから降りてからは、加藤が鍵を回して飛行機のプロペラが回れば、やはり天井から大量の紙吹雪が降り、海外旅行を獲得。両方とも外れてしまうと、BGM（葬送行進曲）が流れて失格となり、残念賞としてぬいぐるみが貰える。加藤と志村も写真が止まり挑戦したことが1度ずつあったが、両者ともに当たりの鍵選びで失敗し、賞品獲得はならなかった。そのため再度、観覧者を選び直すことになった。
  - 初期は、鍵を選ぶ前に志村が太鼓を叩いて、出場者も「だいじょうぶだぁ」と唱えた。これは元々番組内の収録コーナー「探偵物語」で始まったものであり、当番組がオリジナルである。フジテレビジョンの『志村けんのだいじょうぶだぁ』がブレイクすると、『ごきげんテレビ』からは自然消滅して行った。
- 加トちゃんケンちゃんごきげんプレゼント!!
  - 「テレビ・スロットマシーン」の後、番組エンディングのビデオ募集告知において行われるサブリミナル効果を用いた企画。告知中に1フレームだけ写るこのプレゼントの告知文に書かれた4ケタのラッキーナンバーを書いてハガキで応募すると、抽選で特製のテレホンカードがプレゼントされる企画。

## 番組の流れ
1. オープニング　- 出演者、スタッフロールはここで表示。初期はセルアニメで、後に同じ構成のままCGアニメとなった。セルアニメ時代は、途中からやや短縮化された。後述する通りセルアニメは手塚プロダクションが手掛けた。アニメが終わると実写の映像へと切り替わる。そこで幕が開き、加藤、志村が挨拶。その後ゲストを紹介し、簡単なやり取りを行なった後、CMに入る。
2. THE DETECTIVE STORY - スペシャル放送や1時間すべてTHE DETECTIVE STORYの回は途中CMが入るが、通常放送では無し。通常時はTHE DETECTIVE STORY終了後にCMに入る。
3. おもしろビデオコーナー→ゲストの歌→ CM→公開コント→ ゲストの歌→CM。
4. テレビスロットマシーン →CM→エンディング →提供 →エンドカード

- 尚、番組の流れは回によって若干の変化がある。

## スタッフ
- 作・構成：田村隆、松岡孝、西条昇、柊達雄、原すすむ、小川美篤、前岡晋、前田昌平、島崎伸一、菊原共基
- 音楽：たかしまあきひこ（メイン音楽）、後藤次利（オープニングテーマ）
- 演奏：岡本章生とゲイスターズ
- キャラクター：松下進
- 振付：西条満
- 技術：橋本英一
- TD：日野治隆、佐藤賢二郎
- VE：佐藤利弘、中村孝雄、豊中俊榮
- カメラ：佐々木章／石田秀明、内田勉、大槻慎一
- CA：高橋謙治、松浦好洋、佐野進、木村日出雄
- 音声：吉田克弥、山口茂、木村保／石鍋邦広、中村徳幸、渡辺学
- 照明：伊藤博介、梅田賢二、塚田剛太郎、河合俊明
- ロケ技術：内田英治、丸山明宏、向山公敏、出口博久、西村和彦、野中利克、浅田和男、高瀬隆治、鹿島雄司、上村和重、山下明弘、吉川行保、太田亘
- 美術制作：西川光三
- 美術デザイン：加藤昌男
- 音響効果：荒井忠利
- 大道具：財前克巳、織本和則、渡辺通泰／工藤俊一、坂上好明、星野成実
- 装飾：飯島義次／相良浩三、竹内秀和、鈴木康勝
- 衣裳：藤川政志、沖田正次
- 持道具：畠山浩義、川村玲子
- 床山：保科(鈴木)忍、大井きく子
- 化粧：藤原清恵
- 光子館：岩本浩二
- 富士オートメーション：山田敏章
- アニメーション：手塚プロ
- オープニングアニメーション：オープニングCG：エス・シー・ディー
- 編集：新井孝夫、尾崎紀身、山内祥弘
- MA：福沢整
- 技術協力：TBS-V、エヌ・エス・ティー
- 制作協力：TRIM
- 公開：平澤眞
- 編成：渡辺香
- 宣伝：大橋博之
- AD：北川雅一、恩田巖、柳崎芳夫、竹内幸司
- TK：長谷川道子、笹澤晶
- デスク：菅野友子、原田緑
- 演出：水留章、五十嵐衛、加藤嘉一、岩原貞雄、園田憲、岡本充敏、松田幸雄、村上研介、落合芳行、ほか
- プロデューサー：高橋利明、落合芳行
- 製作著作：TBS

## ネット局
| 放送対象地域  | 放送局         | 系列    | 備考                                             |
| ------------- | -------------- | ------- | ------------------------------------------------ |
| 関東広域圏    | 東京放送       | TBS系列 | 制作局 現：TBSテレビ                             |
| 北海道        | 北海道放送     | TBS系列 |                                                  |
| 青森県        | 青森テレビ     | TBS系列 |                                                  |
| 岩手県        | 岩手放送       | TBS系列 | 現：IBC岩手放送                                  |
| 宮城県        | 東北放送       | TBS系列 |                                                  |
| 山形県        | テレビユー山形 | TBS系列 | 1989年10月開局から                               |
| 福島県        | テレビユー福島 | TBS系列 |                                                  |
| 山梨県        | テレビ山梨     | TBS系列 |                                                  |
| 長野県        | 信越放送       | TBS系列 |                                                  |
| 新潟県        | 新潟放送       | TBS系列 |                                                  |
| 静岡県        | 静岡放送       | TBS系列 |                                                  |
| 中京広域圏    | 中部日本放送   | TBS系列 | 現：CBCテレビ                                    |
| 富山県        | テレビユー富山 | TBS系列 | 現：チューリップテレビ 開局後の1990年10月6日から |
| 石川県        | 北陸放送       | TBS系列 |                                                  |
| 近畿広域圏    | 毎日放送       | TBS系列 |                                                  |
| 岡山県 香川県 | 山陽放送       | TBS系列 | 現：RSK山陽放送                                  |
| 鳥取県 島根県 | 山陰放送       | TBS系列 |                                                  |
| 広島県        | 中国放送       | TBS系列 |                                                  |
| 山口県        | テレビ山口     | TBS系列 | 1987年9月まではフジテレビ系列とのクロスネット局  |
| 高知県        | テレビ高知     | TBS系列 |                                                  |
| 福岡県        | RKB毎日放送    | TBS系列 |                                                  |
| 長崎県        | 長崎放送       | TBS系列 |                                                  |
| 熊本県        | 熊本放送       | TBS系列 |                                                  |
| 大分県        | 大分放送       | TBS系列 |                                                  |
| 宮崎県        | 宮崎放送       | TBS系列 |                                                  |
| 鹿児島県      | 南日本放送     | TBS系列 |                                                  |
| 沖縄県        | 琉球放送       | TBS系列 |                                                  |

- 『全員集合』がネットされていなかった山形県と富山県では、この番組から土曜20時のザ・ドリフターズ系番組がスタートした。
- チューリップテレビ開局前の富山県では、一度だけ富山テレビ（フジテレビ系列）で1988年4月16日の14時半からの2時間枠で傑作特集として放送された事がある[15]。

## 本放送終了後の関連事項
番組終了後の同年4月11日に、リニューアル版・後継番組である『KATO&KENテレビバスターズ』を開始したものの、さらに視聴率を落とす結果となり、半年で終了。『全員集合』から23年続いた土曜20時のザ・ドリフターズ系のバラエティ番組シリーズは終了した。
加藤と志村の2人は『KATO&KENテレビバスターズ』終了直後は後継出演番組が無く、加藤が『ジパング大決戦!』（1998年10月 - 1999年2月）、志村が『となりのマエストロ』（2009年10月 - 2010年9月）→『くらべるくらべらー』（2010年11月 - 2011年7月、いずれも毎日放送製作番組）でメインレギュラーとなるまでレギュラー出演ではTBS系から遠のいた。
2004年4月10日、『全員集合』と当番組の名場面を振り返る番組『加トちゃんケンちゃんドリフの全て見せますスペシャル』が加藤・志村メインにより放送され、初めて傑作選が放送された。2008年4月改編では土曜20時台が連続ドラマ枠に変わりバラエティ枠は一旦終了したものの、同年4月1日に、同系列で『志村けんだよ大集合!!コントとトーク大放出スペシャル!!』が放送され、約18年ぶりに『THE DETECTIVE STORY』の1シーンやショートコントが再放送され、2009年1月27日にも第2弾が放送された。小林恵美・山本梓らがパートナーとなり加藤と志村出演のリメイクコントも行われた。
2008年7月から不定期で放送されている『全員集合』を振り返るスペシャル番組でも、同年12月26日と2009年4月1日放送分にて当番組が1コーナーとして取り上げられ、ゲストを交えて過去に放送された「おもしろビデオコーナー」を加藤と志村が進行していた。
2008年7月16日発売の『全員集合』のDVDの特典映像に、当番組の傑作コント（「THE DETECTIVE STORY」の編集版）が収録されている。また、本番組単独のDVDも2012年11月21日にポニーキャニオンから発売された。なお、DVDは冒頭のアニメはセルで通し、スタッフやゲスト紹介のクレジットはカットしてオープニングは加藤と志村の登場のみでトークをカットし、すぐにメインコントに行く編集になり「おもしろビデオコーナー」は傑作選を収録している。
米プロデューサーが同番組を見て、TBSから「おもしろビデオコーナー」の企画をライセンスし開始したアメリカ版ホームビデオ紹介番組『アメリカズ・ファニエスト・ホームビデオ』は、1989年の放送開始以来大ヒット番組となり、2009年には地上波ネットワークABCのバラエティ番組史上最長寿番組となった。2007年には米プロデューサーがハリウッド殿堂入りし、2009年には番組がスミソニアン博物館殿堂入りを果たしている。
この功績により、2013年4月フランス・カンヌで開かれた国際番組見本市MIPTVの主催者に、世界のテレビを変えた50作品の1つとして日本作品から「鉄腕アトム」「UFOロボ グレンダイザー」「ドラゴンボールGT」と並び、1986年を代表する作品として番組中の「おもしろビデオコーナー」が選ばれた。